# Probstia triumphaloides
Probstia triumphaloides is een keversoort uit de familie van de loopkevers (Carabidae). De wetenschappelijke naam van de soort is voor het eerst geldig gepubliceerd in 1999 door Sawada & Wiesner.